# کوه‌زایی اینوئیتی
کوه‌زایی اینوئیتی (انگلیسی: Innuitian orogeny) که گاهی اوقات کوه‌زایی اِلِس‌میر نیز نامیده می‌شود، یک رویداد زمین‌ساختی بزرگ (دوره کوه‌زایی) در اواخر دوره دوونین تا اوایل دوره کربونیفر بود که موجب شکل‌گیری مجموعه‌ای از رشته‌کوه‌ها در شمالگان کانادا و شمال گرینلند شد. این دوره با کافت زمین در اوایل دیرینه‌زیستی آغاز شد که از جزیره الزمیر تا جزیره ملویل امتداد داشت. با این حال، علت این کوه‌زایی هنوز به خوبی درک نشده‌است.